# Sissinghurst

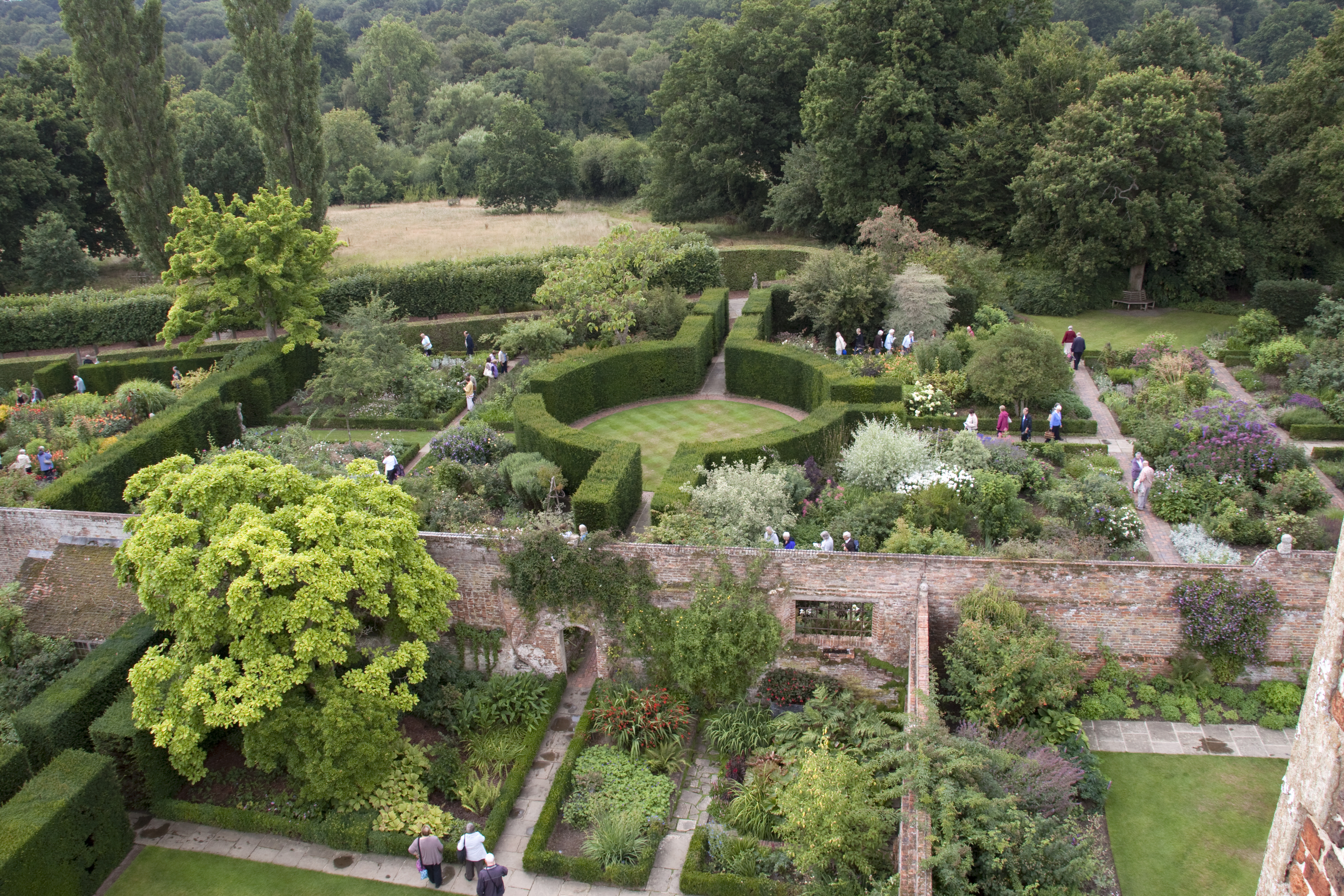
Sissinghurst Castle Garden.

Sissinghurst är en ort i grevskapet Kent i sydöstra England. Orten ligger i distriktet Tunbridge Wells, strax nordost om Cranbrook. Tätorten (built-up area) hade 748 invånare vid folkräkningen år 2021.
Sissinghurst är känt för författaren och poeten Vita Sackville-Wests slottsträdgård, Sissinghurst Castle Garden.